# Triton Partners
Die Triton Partners Limited ist eine deutsch-schwedische Private-Equity-Gesellschaft mit steuertaktischem Sitz in Saint Helier auf der Kanalinsel Jersey.
Sie wurde 1998 mit Geld von der KfW, der Weltbank und mehreren schwedischen Familienstiftungen gegründet. Auch die Familie Kamprad soll beteiligt sein.
Das Unternehmen ist über hierzu aufgelegte Fonds (Stand: Mai 2022) an 47 Unternehmen mit einem Gesamtumsatz von 18,1 Mrd. Euro und rund 105.000 Mitarbeitern  beteiligt. Triton investiert vornehmlich in Unternehmen, die in ihrem jeweiligen Markt führend sind. Dabei liegt der Investitionsfokus auf den Branchen Industrie, Dienstleistung und Konsumgüter.

## Ehemalige Beteiligungen (Auswahl)
- Aventics (17. Mai 2018 an Emerson)
- CoCreate (2007 an Parametric Technology Corporation)
- Compo (2016 an Kingenta Ecological Engineering Group Co. Ltd., (China))
- dogado GmbH (2022 an Cinven und OTPP)[7]
- Ewellix GmbH (2022 an Schaeffler)
- Niscayah (2011 an Stanley Black & Decker)
- Stabilus (2014 durch Börsengang)
- Weru (2013 an H.I.G. Capital)
- Tetra GmbH (2005 an Spectrum Brands)

## Handelsblatt-Recherche zur Unternehmenskultur
Im November 2024 veröffentlichte das Handelsblatt eine Recherche, die sich kritisch mit der Unternehmenskultur von Triton auseinandersetzt. Die vom Handelsblatt befragten Mitarbeiter sprechen von einer „toxischen Altherrenkultur“. Bei einem Unternehmensevent während der Hochphase der Corona-Pandemie im österreichischen Zürs sei es dort zu Trinkspielen gekommen, bei denen die beteiligten Mitarbeiter verschiedene „Aufgaben“ wie Bier-Exen, Striptease und Küssen durchgeführt hätten, wobei auch Unternehmensgründe Peder Prahl involviert gewesen sei. Einige Mitarbeiter hätten sich dabei unwohl gefühlt, seien aber aus Angst vor Kritik in dem Raum geblieben. Außerdem habe ein Mitarbeiter bei einer Firmenfeier eine Kollegin gebissen. Der Mitarbeiter sprach gegenüber dem Handelsblatt von einem „Bewegungsunfall“. In einer Pressemitteilung erklärte Triton, dass es in der Vergangenheit zu Einzelfällen gekommen sei, die die Kultur des Unternehmens nicht repräsentierten.